# Osvaldo Fattori
Osvaldo Fattori (San Michele Extra, 22 de junho de 1922 - Milano, 27 de dezembro de 2017) foi um ex-futebolista italiano que atuava como defensor.

## Carreira
Osvaldo Fattori fez parte do elenco da Seleção Italiana de Futebol na Copa do Mundo de 1950, no Brasil. Ele atuou na vitória contra o Paraguai por 2-0.